# Saulges
Saulges is een gemeente in het Franse departement Mayenne (regio Pays de la Loire) en telt 328 inwoners (2005). De plaats maakt deel uit van het arrondissement Mayenne.

## Galerij

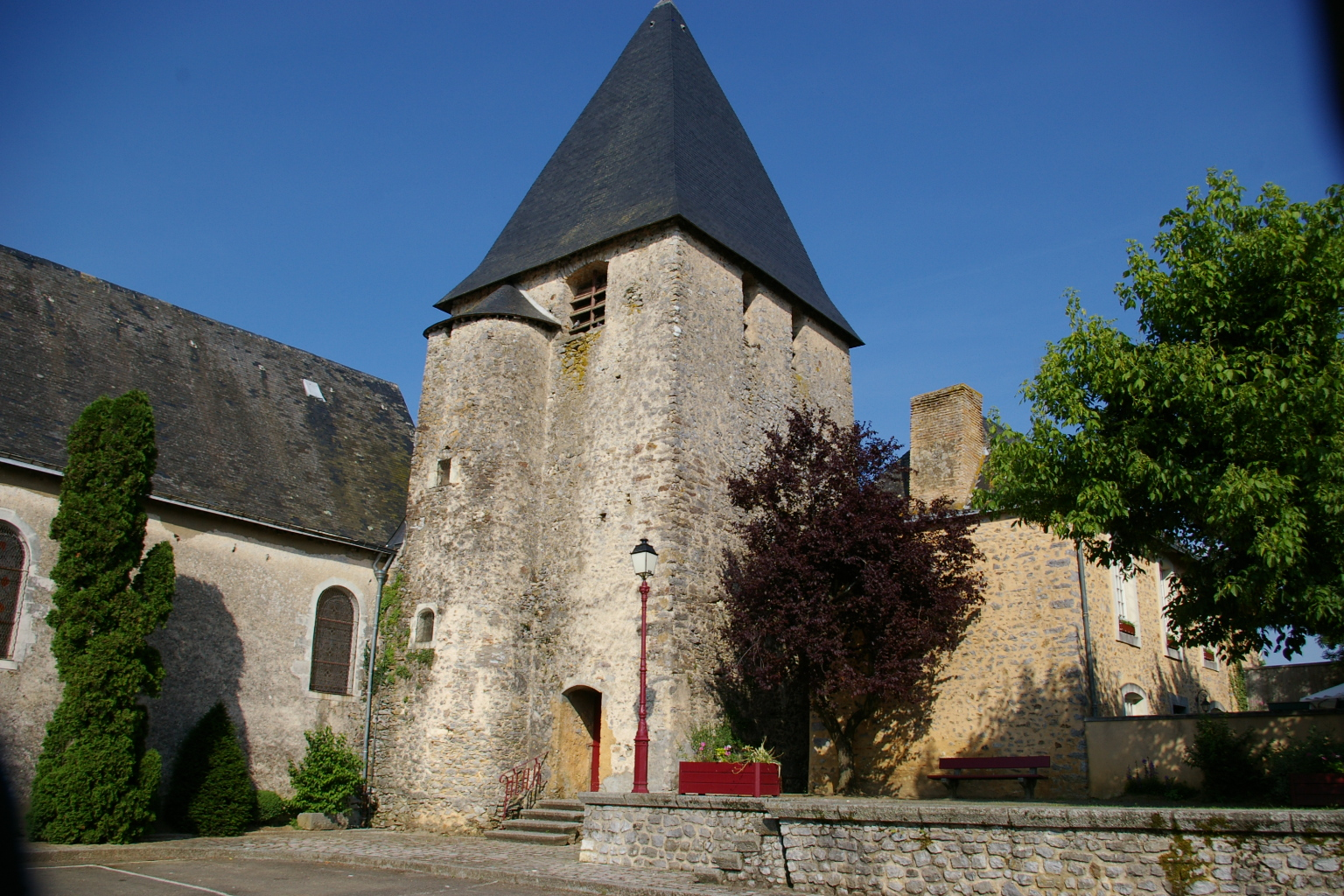
Kerk van Saulges
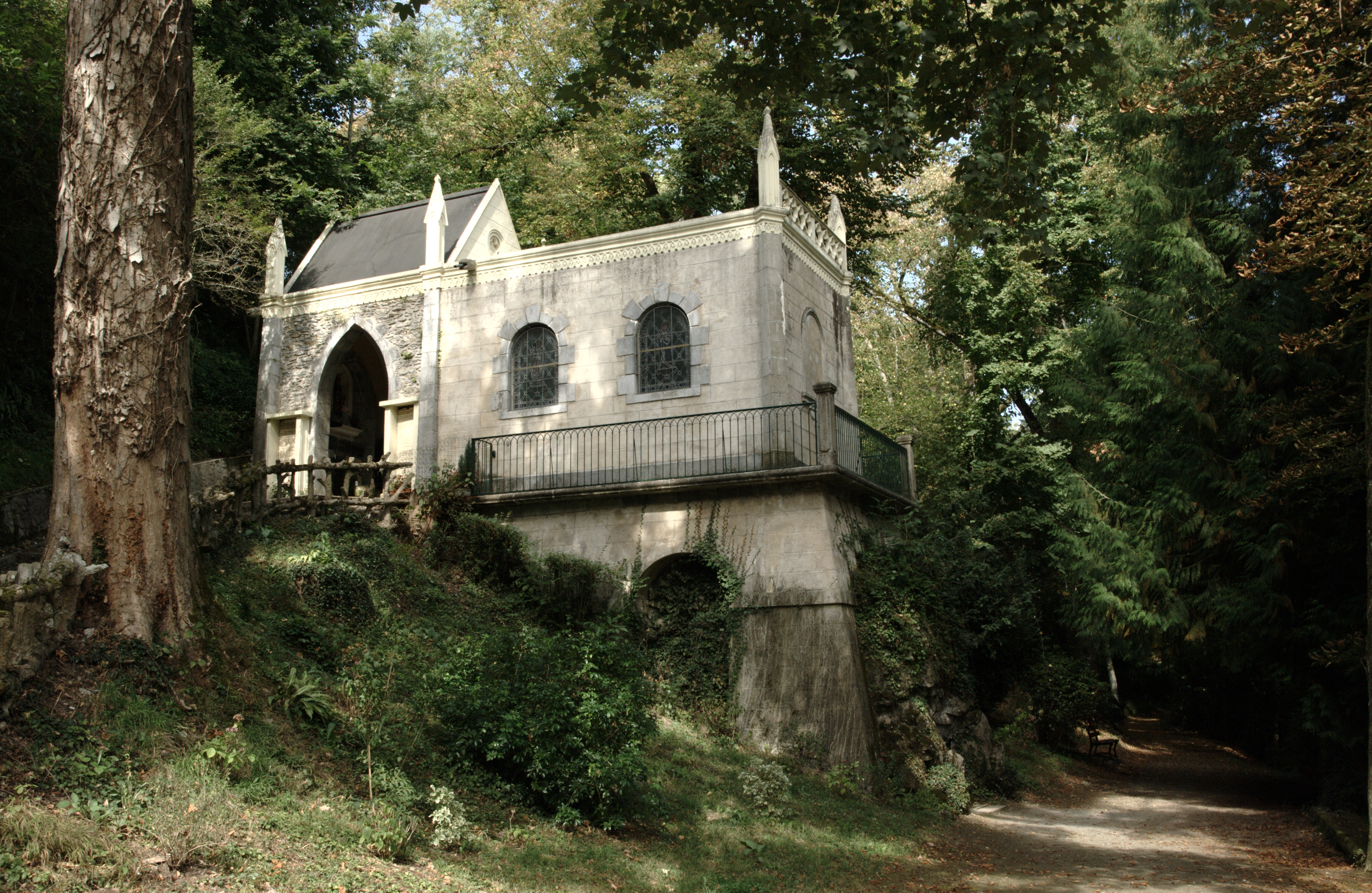
Oratorium van de Heilige Céneré

## Geografie
De oppervlakte van Saulges bedraagt 22,2 km², de bevolkingsdichtheid is 14,8 inwoners per km².

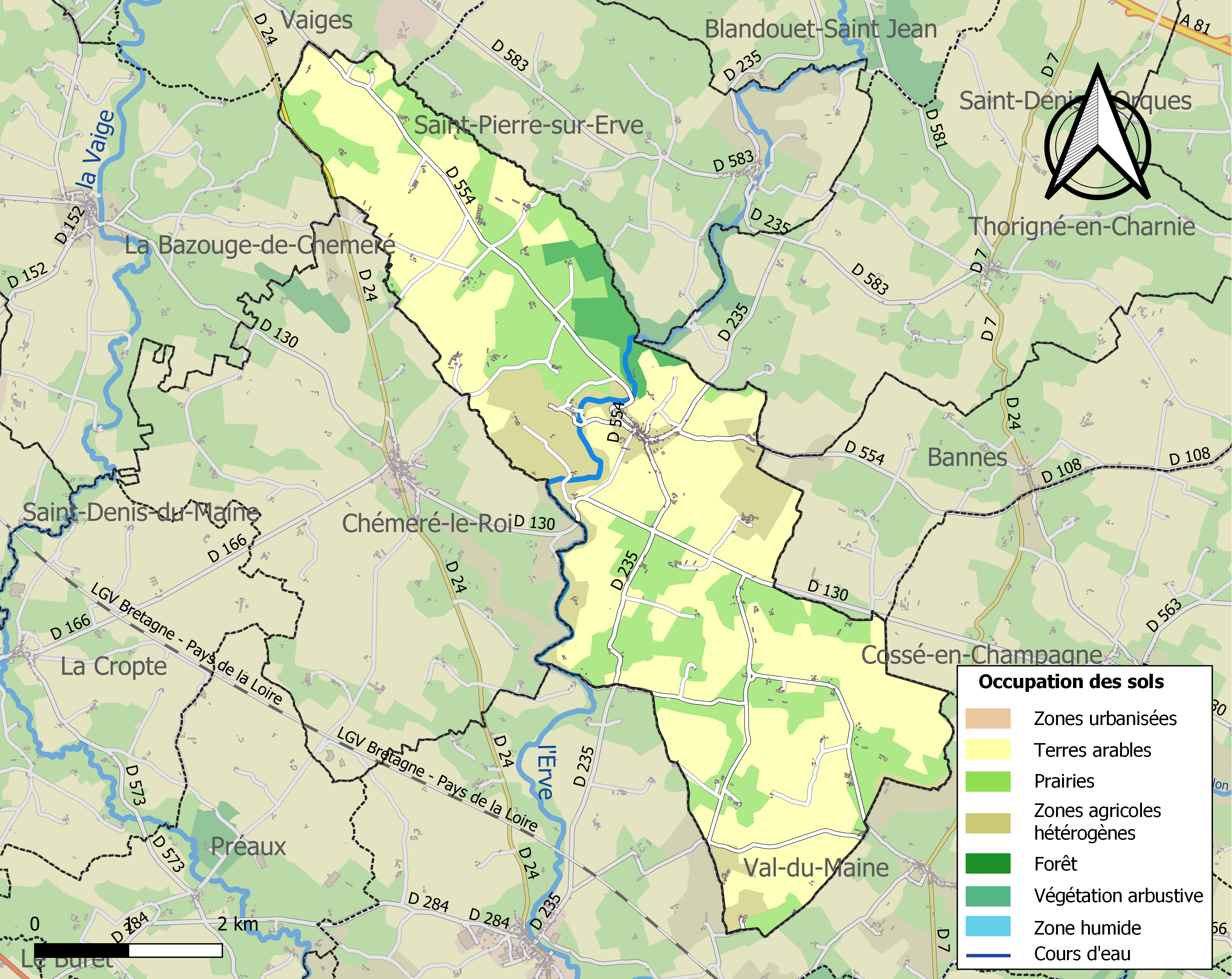
Kaart van de gemeente met de belangrijkste infrastructuur, bodemgebruik en omliggende gemeenten

## Demografie
Onderstaande figuur toont het verloop van het inwonertal (bron: INSEE-tellingen).